# China's Next Top Model (mùa 4)
Mùa thứ tư của China's Next Top Model (tiếng Trung: 爱慕第一超模) được dựa trên chương trình America's Next Top Model của Mỹ. Cuộc thi được phát sóng vào ngày 12 tháng 10 năm 2013.
Điểm đến quốc tế của chương trình là Seoul dành cho top 10.
Người chiến thắng trong cuộc thi là Vương Hiểu Thiến, 21 tuổi đến từ Thanh Đảo. Các giải thưởng của cô cho mùa giải này là:
- 1 hợp đồng tài năng với Travel Channel
- 1 hợp đồng người mẫu với 2pm Model Management ở Copenhagen
- Xuất hiện trên ảnh bìa tạp chí Grazia
- 1 chuyến đi 2 tuần tới Paris với cơ hội được sải bước trong Paris Fashion Week 2014
- Giải thưởng tiền mặt trị giá 1.000.000¥
- Rất nhiều quà tặng trị giá tổng cộng 500.000¥ từ các nhà tài trợ của chương trình.

## Các thí sinh
(Tuổi tính từ ngày dự thi)
| Thí sinh | Thí sinh         | Tuổi | Chiều cao               | Quê quán          | Bị loại ở | Hạng              |
| -------- | ---------------- | ---- | ----------------------- | ----------------- | --------- | ----------------- |
| 陈淇     | Trần Kì          | 25   | 1,78 m (5 ft 10 in)     | Đài Bắc, Đài Loan | Tập 1     | 14–13             |
| 尹芳兵   | Duẫn Phương Binh | 23   | 1,80 m (5 ft 11 in)     | Cát Lâm           | Tập 1     | 14–13             |
| 夏凡     | Hạ Phàm          | 19   | 1,81 m (5 ft 11+1⁄2 in) | Bắc Kinh          | Tập 2     | 12                |
| 陈禅琳   | Trần Thiền Lâm   | 19   | 1,79 m (5 ft 10+1⁄2 in) | Bắc Kinh          | Tập 3     | 11                |
| 宗一童   | Tông Nhất Đồng   | 22   | 1,73 m (5 ft 8 in)      | Liêu Ninh         | Tập 4     | 10                |
| 党竹溪   | Đảng Trúc Khê    | 20   | 1,73 m (5 ft 8 in)      | Bắc Kinh          | Tập 5     | 9 (dừng cuộc thi) |
| 王晓婷   | Vương Hiểu Đình  | 21   | 1,81 m (5 ft 11+1⁄2 in) | Thanh Đảo         | Tập 5     | 8                 |
| 史欣灵   | Sử Hân Linh      | 19   | 1,77 m (5 ft 9+1⁄2 in)  | Tứ Xuyên          | Tập 7     | 7                 |
| 李乔丹   | Lý Kiều Đan      | 23   | 1,80 m (5 ft 11 in)     | Sơn Tây           | Tập 8     | 6                 |
| 晨岚     | Thần Lan         | 25   | 1,77 m (5 ft 9+1⁄2 in)  | Đài Bắc, Đài Loan | Tập 9     | 5                 |
| 解舒雅   | Giải Thư Nhã     | 19   | 1,80 m (5 ft 11 in)     | Thiên Tân         | Tập 12    | 4                 |
| 呼喚     | Hô Hoán          | 21   | 1,77 m (5 ft 9+1⁄2 in)  | Hà Bắc            | Tập 12    | 3                 |
| 俞安琦   | Du An Kì         | 22   | 1,78 m (5 ft 10 in)     | Giang Tây         | Tập 12    | 2                 |
| 王晓倩   | Vương Hiểu Thiến | 21   | 1,81 m (5 ft 11+1⁄2 in) | Thanh Đảo         | Tập 12    | 1                 |

- Hiểu Đình & Hiểu Thiến là chị em sinh đôi.

## Thứ tự gọi tên
| 1  | An Kì          | Hiểu Thiến | Hân Linh   | Hân Linh   | An Kì      | Kiều Đan   | Hiểu Thiến | Hiểu Thiến | Hoán          | Hiểu Thiến |  |  |  |  |  |  |  |  |  |  |
| 2  | Hoán           | Hân Linh   | Kiều Đan   | Kiều Đan   | Hiểu Thiến | Lan        | Lan        | Hoán       | Hiểu Thiến    | An Kì      |  |  |  |  |  |  |  |  |  |  |
| 3  | Trúc Khê       | Kiều Đan   | Trúc Khê   | Hoán       | Hoán       | Hoán       | Thư Nhã    | Thư Nhã    | An Kì Thư Nhã | Hoán       |  |  |  |  |  |  |  |  |  |  |
| 4  | Hiểu Đình      | Hiểu Đình  | Hoán       | An Kì      | Thư Nhã    | Hiểu Thiến | Hoán       | An Kì      | An Kì Thư Nhã | Thư Nhã    |  |  |  |  |  |  |  |  |  |  |
| 5  | Lan            | Hoán       | Nhất Đồng  | Trúc Khê   | Hân Linh   | An Kì      | An Kì      | Lan        |               |            |  |  |  |  |  |  |  |  |  |  |
| 6  | Hiểu Thiến     | Thư Nhã    | An Kì      | Hiểu Đình  | Lan        | Thư Nhã    | Kiều Đan   |            |               |            |  |  |  |  |  |  |  |  |  |  |
| 7  | Hân Linh       | An Kì      | Hiểu Thiến | Thư Nhã    | Kiều Đan   | Hân Linh   |            |            |               |            |  |  |  |  |  |  |  |  |  |  |
| 8  | Kiều Đan       | Trúc Khê   | Thư Nhã    | Hiểu Thiến | Hiểu Đình  |            |            |            |               |            |  |  |  |  |  |  |  |  |  |  |
| 9  | Phàm           | Thiền Lâm  | Lan        | Lan        | Trúc Khê   |            |            |            |               |            |  |  |  |  |  |  |  |  |  |  |
| 10 | Thiền Lâm      | Lan        | Hiểu Đình  | Nhất Đồng  |            |            |            |            |               |            |  |  |  |  |  |  |  |  |  |  |
| 11 | Nhất Đồng      | Nhất Đồng  | Thiền Lâm  |            |            |            |            |            |               |            |  |  |  |  |  |  |  |  |  |  |
| 12 | Thư Nhã        | Phàm       |            |            |            |            |            |            |               |            |  |  |  |  |  |  |  |  |  |  |
| 13 | Phương Binh Kì |            |            |            |            |            |            |            |               |            |  |  |  |  |  |  |  |  |  |  |
| 14 | Phương Binh Kì |            |            |            |            |            |            |            |               |            |  |  |  |  |  |  |  |  |  |  |

     Thí sinh bị loại
     Thí sinh dừng cuộc thi
     Thí sinh không bị loại khi rơi vào cuối bảng
     Thí sinh chiến thắng cuộc thi
- Trong tập 1, Thư Nhã, Phương Binh & Kì rơi vào cuối bảng. Wen Jie đã trao bức ảnh cuối cùng cho Thư Nhã và loại hai thí sinh còn lại.
- Trong tập 5, Trúc Khê dừng cuộc thi trong phòng đánh giá.
- Tập 6 là tập đặc biệt: nơi buổi trình diễn thời trang cuối cùng được hiển thị. Người chiến thắng đã không được tiết lộ cho đến tập cuối cùng, sau khi cuộc thi quay bình thường trở lại.
- Trong tập 10, An Kì & Thư Nhã rơi vào cuối bảng nhưng không bị loại.
- Tập 11 là tập ghi lại khoảnh khắc từ đầu cuộc thi.

### Buổi chụp hình
- Tập 1: Thể thao Olympic
- Tập 2: Tạo dáng lại các chân dung của người nổi tiếng
- Tập 3: Cặp đôi nóng bỏng ở sa mạc
- Tập 4: Tạo dáng trong rừng với bộ sưu tập haute couture của Ali-Hang
- Tập 5: Bà nội trợ Mỹ cổ điển
- Tập 7: Tạo dáng dưới nước
- Tập 8: Tạo dáng với chó và vẹt cho ONLY
- Tập 9: Tạo dáng trong đồ lót lấy cảm hứng từ opera Trung Quốc
- Tập 10: Tạo dáng ở vách đá; Ảnh trắng đen áo tắm ở bãi biển Hải Nam
- Tập 12: Ảnh bìa tạp chí Grazia